# Aleuritopteris aethiopica
Aleuritopteris aethiopica är en kantbräkenväxtart som beskrevs av Saiki. Aleuritopteris aethiopica ingår i släktet Aleuritopteris och familjen Pteridaceae. Inga underarter finns listade.